# Мулатка Солитюд
Мулатка Солитюд (фр. La Mulâtresse Solitude, около 1772, Капестерр-Бель-О — 29 ноября 1802, Пуэнт-а-Питр) — гваделупская рабыня, один из символов сопротивления чёрного населения острова колониализму; героиня многих легенд.
Родилась в 1772 году в семье рабов и получила свободу в 1794 году в результате отмены рабства в ходе Великой французской революции.
В 1802 году, когда Наполеон Бонапарт решил возродить рабство в бывших французских колониях, Мулатка Солитюд откликнулась на призыв Луи Дельгреса бороться за свободу. Пленена в битве 8 мая 1802 года и казнена через повешение 29 ноября того же года, после того, как ей было позволено родить ребёнка.
В 1999 году в Гваделупе был установлен посвящённый ей памятник, а в 2007 году — в годовщину отмены рабства — статуя Мулатки Солитюд была установлена во французском городе Баньё.